# Aeroporto di Berlino-Brandeburgo

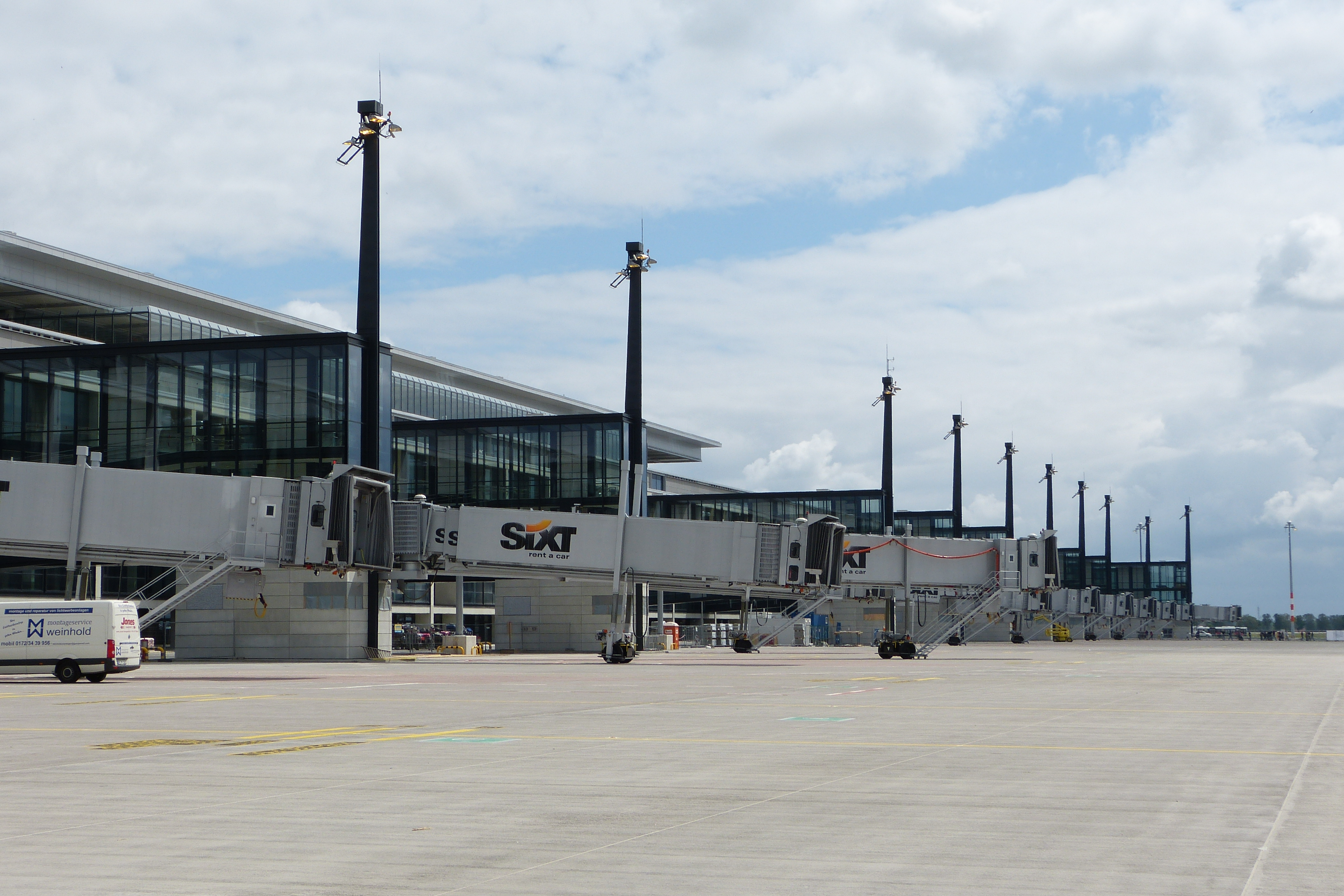
I manicotti d'imbarco in corrispondenza dei varchi

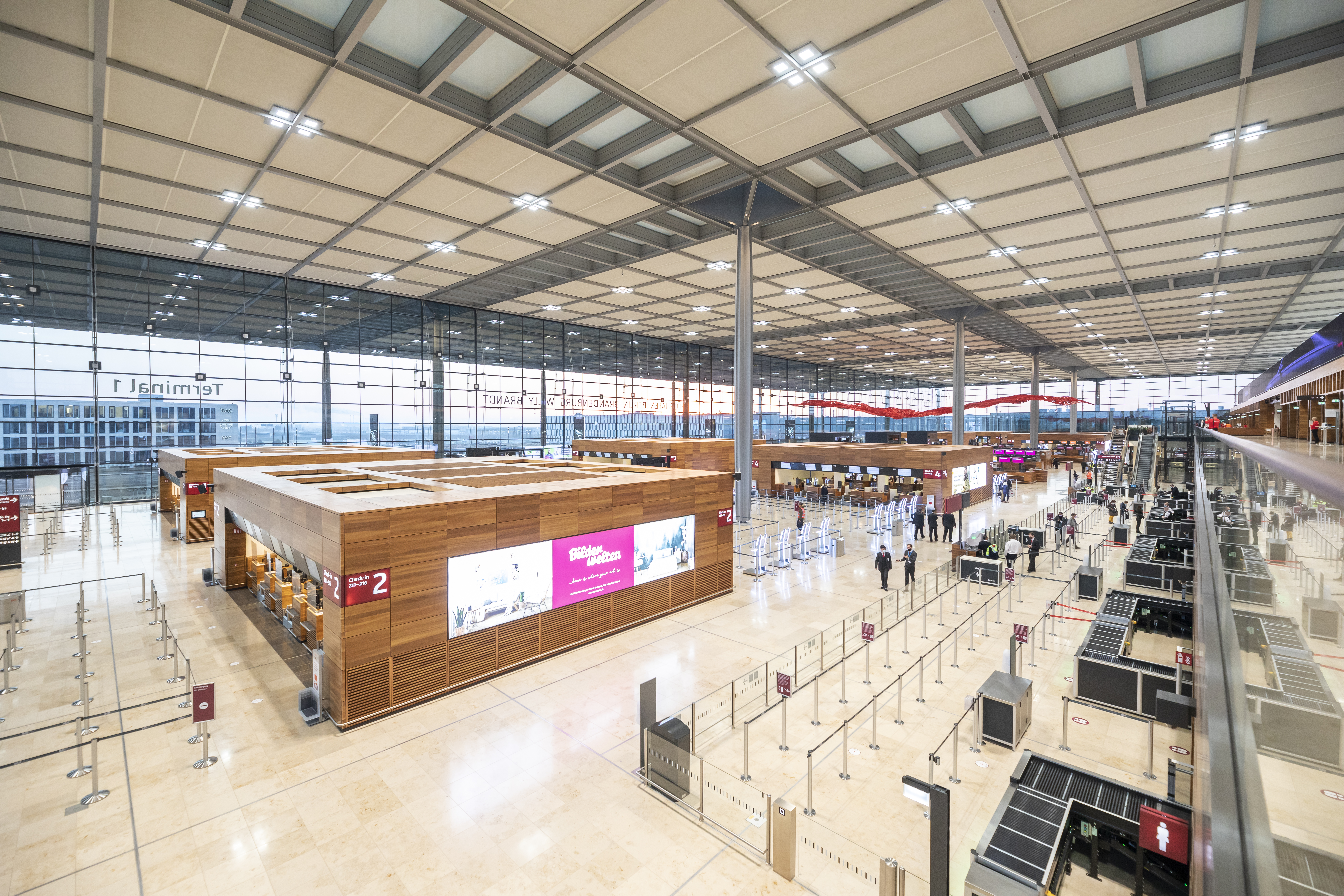
La sala d'ingresso principale del terminal

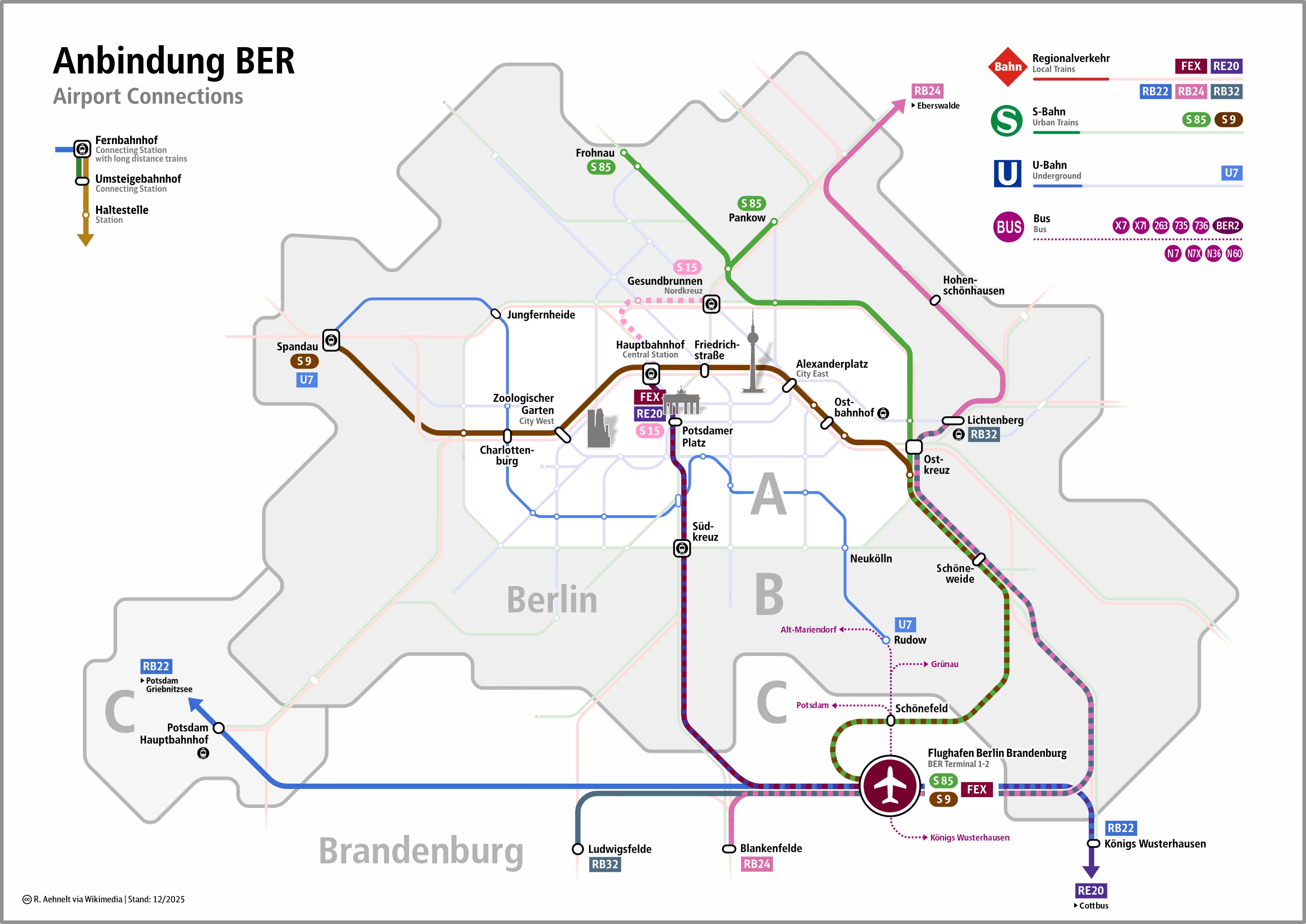
Mappa delle connessioni ferroviarie e a mezzo bus previste

L'Aeroporto di Berlino-Brandeburgo (in tedesco Flughafen Berlin Brandenburg), noto ufficialmente come Aeroporto di Berlino-Brandeburgo Willy Brandt (Flughafen Berlin Brandenburg "Willy Brandt"), è un aeroporto internazionale che si trova a Schönefeld, immediatamente a sud della capitale tedesca Berlino. È intitolato all'ex cancelliere Willy Brandt.
Ha una capacità totale di 46 milioni di passeggeri all'anno: 28 milioni nel Terminal 1, 6 milioni nel Terminal 2 e 12 milioni nel Terminal 5. Sono già previsti lavori di estensione per portare a 58 milioni di passeggeri annui la capacità dell'aeroporto entro il 2035.
Entrato in funzione il 31 ottobre 2020, è l'unico aeroporto della capitale tedesca, dopo la chiusura, l'8 novembre 2020, dello scalo di Berlino-Tegel.
L'aeroporto è gestito dalla Flughafen Berlin Brandeburg GmbH la cui proprietà, pubblica, è divisa tra gli stati di Berlino e Brandeburgo con il 37% ciascuno e la Repubblica federale tedesca con il 26%.

## Il progetto
Lo studio che ha avuto in cura il progetto è il GMP Architekten (Meinhard von Gerkan, Volkwin Marg und Partners) di Amburgo, già realizzatore di altre grandi opere come l'aeroporto di Tegel e la stazione di Berlino Centrale. La ditta si era già aggiudicata il progetto una prima volta nel 1998 ma, in seguito all'annullamento del primo verdetto nel 2003, se l'è riaggiudicato per la seconda volta nel 2005.
L'esecuzione materiale è stata affidata ad un consorzio ad hoc, Berlin Brandenburg Flughafen Holding, al quale hanno partecipato la IVG Immobilien Holding AG, una delle più grandi società immobiliari europee, e la Hochtief Aktiengesellschaft di Essen, la più grande impresa costruttrice tedesca nonché una delle più grandi del pianeta, con oltre 80.000 dipendenti distribuiti a livello mondiale.
Il progetto ha previsto la realizzazione di una nuova grande area aeroportuale, con un edificio principale costituito da sei piani tra le due future piste utilizzabili indipendentemente l'una dall'altra, grazie alla distanza laterale di 1.900 metri.
Il sito scelto è attiguo all'aeroporto di Berlino-Schönefeld, di cui si prevede l'abbandono della pista nord e l'inglobamento della pista sud; inoltre, è prevista la costruzione di un'ulteriore pista più a sud.
Come da accordi presi nel 1996 tra il governo federale e i Land di Berlino e Brandeburgo, l'ampliamento dello scalo prevede anche la chiusura degli scali aeroportuali di Tegel e Tempelhof, quest'ultimo definitivamente dismesso il 30 ottobre 2008.
La concentrazione dell'intero traffico aereo in un unico scalo promette maggiori economie di gestione e una migliore efficienza del sistema aeroportuale.
Una volta terminati i lavori, l'aeroporto è stato ribattezzato Flughafen Berlin-Brandenburg International "Willy Brandt". Essendo la sigla BBI già utilizzata dall'aeroporto indiano Biju Patnaik di Bhubaneswar, in seguito è stato ufficializzato il codice aeroportuale BER.
Il progetto iniziale prevedeva inizialmente di gestire un flusso annuo massimo di 21 milioni di passeggeri, ma in seguito ha subito modifiche per poter accoglierne 27 milioni. Di fronte alla previsione di affrontare per il 2016 un traffico di oltre 30 milioni di passeggeri, il progetto fu rivisto in itinere nel 2014 con l'aggiunta di lavori d'ampliamento nella zona check-in, ai controlli di dogana e soprattutto al ritiro bagagli, portando i nastri trasportatori da 8 a 10. Nonostante tali contromisure, effettuate per ottemperare alle nuove normative dell'Unione europea sui nuovi sistemi di fluoroscopia per il controllo bagagli, nonché all'interesse sempre più crescente della società aeroportuale per nuovi spazi commerciali, saranno necessari ulteriori lavori d'ampliamento anche dopo l'inaugurazione; tra questi, il riadattamento e l'inglobamento del contiguo scalo di Schönefeld come terminal aggiuntivo.

## Ritardi nei lavori
| Annuncio                     | Data di apertura            |
| ---------------------------- | --------------------------- |
| 5 settembre 2006 (originale) | 30 ottobre 2011             |
| 25 giugno 2010               | 3 giugno 2012               |
| 7 maggio 2012                | 17 marzo 2013               |
| 27 ottobre 2012              | 27 ottobre 2013             |
| gennaio 2013                 | 2014                        |
| 8 gennaio 2014               | 2015                        |
| 24 febbraio 2014             | 2016                        |
| 14 maggio 2014               | 2017                        |
| dicembre 2014                | 2ª metà del 2017            |
| 21 gennaio 2017              | 2018                        |
| 15 dicembre 2017             | ottobre 2020                |
| 29 novembre 2019             | 31 ottobre 2020 (effettiva) |

In principio prevista per il 2007, l'entrata in esercizio dello scalo fu inizialmente posticipata di cinque anni a causa di considerevoli ritardi nei lavori, partiti effettivamente solo nel settembre 2006.
Nei primi mesi del 2012 fu comunicata ufficialmente l'apertura per il successivo 3 giugno, giorno in cui l'intero traffico aeroportuale avrebbe dovuto trasferirsi dal vecchio scalo di Tegel, ma l'8 maggio, poco meno di un mese prima, il governo del Land di Berlino annunciò un ulteriore rinvio a non prima dell'autunno dello stesso anno, in quanto era sopraggiunta la necessità di riprogettare l'impianto antincendio..
Alcune compagnie aeree, in particolare Lufthansa e Airberlin, che avrebbero dovuto volare dal nuovo aeroporto già da giugno 2012, avevano per l'occasione lanciato nuove rotte (data la maggiore capacità) e venduto i biglietti quando fu comunicato il rinvio; di conseguenza sono state avviate cause legali per i disagi creati dallo spostamento verso Tegel dei nuovi voli previsti, poiché era considerato saturo già da prima dell'annuncio.
Il 17 maggio 2012 fu comunicata come data indicativa il 17 marzo 2013, ma solo il 7 gennaio seguente fu comunicato un ulteriore rinvio e che l'apertura sarebbe probabilmente slittata ad una data imprecisata del 2014, mentre montavano le polemiche e si accendeva il dibattito sull'opportunità di intitolare o meno la nuova struttura all'ex cancelliere Willy Brandt.
A gennaio 2014, all'emergere di ulteriori grossolani errori di progettazione, fu annunciato che l'aeroporto non sarebbe stato operativo entro l'anno e, anzi, il mese successivo fu annunciato che l'aeroporto non avrebbe aperto al pubblico prima di marzo 2016.
A ottobre 2014 l'amministratore delegato Hartmut Mehdorn ammise che sarebbe stato improbabile procedere con l'apertura prima dell'autunno 2016, mentre la stampa locale aveva già avanzato ipotesi secondo le quali non sarebbe avvenuta prima del 2017.
Nel settembre 2015 il terminal principale fu evacuato e i lavori interrotti dopo la constatazione del concreto rischio di crollo del tetto, caricato dal peso eccessivo dei ventilatori, pesanti il doppio di quelli previsti dal progetto iniziale.
A pochi mesi dall'apertura ufficiale annunciata nel 2017, vi è stato un ulteriore rinvio al 2018 seguito da un nuovo rinvio a settembre 2019.
L'aeroporto ha ricevuto l'autorizzazione finale il 28 aprile 2020 ed è stato finalmente aperto il 31 ottobre dello stesso anno.

## Costi
Mentre il costo preventivato ammontava a 2,2 miliardi di euro, al 18 gennaio 2018 erano stati spesi 9,4 miliardi di euro, che salgono a 10,3 miliardi tenendo conto dei 900 milioni necessari per i lavori preventivati nei tre anni successivi.
Ad aprile 2020 uno studio patrimoniale richiesto sulle strutture realizzate, per un finanziamento urgente di ulteriori 1,5 miliardi di euro per i fabbisogni previsti fino al 2023, valutava che "gli immobili valgono già molto meno dei 4,866 miliardi di euro registrati al 31 dicembre 2018".
A febbraio 2022 ha ricevuto dal governo tedesco altri 1,7 miliardi di euro come aiuti di stato per rafforzare la situazione patrimoniale dell'azienda gestore dell'aeroporto e per superare gli effetti economici della pandemia.

## Trasporti e collegamenti
L'aeroporto BER è collegato alla rete ferroviaria oltre che alla rete stradale. L'Airport Express e i treni regionali collegano ogni 25 minuti la stazione dello scalo, situata sotto il terminal 1, alla stazione centrale di Berlino. Inoltre, i treni delle linee S9 e S45 della S-Bahn collegano i terminal 1, 2 e 5 al centro di Berlino.

## Galleria d'immagini

Il sistema aeroportuale di Berlino
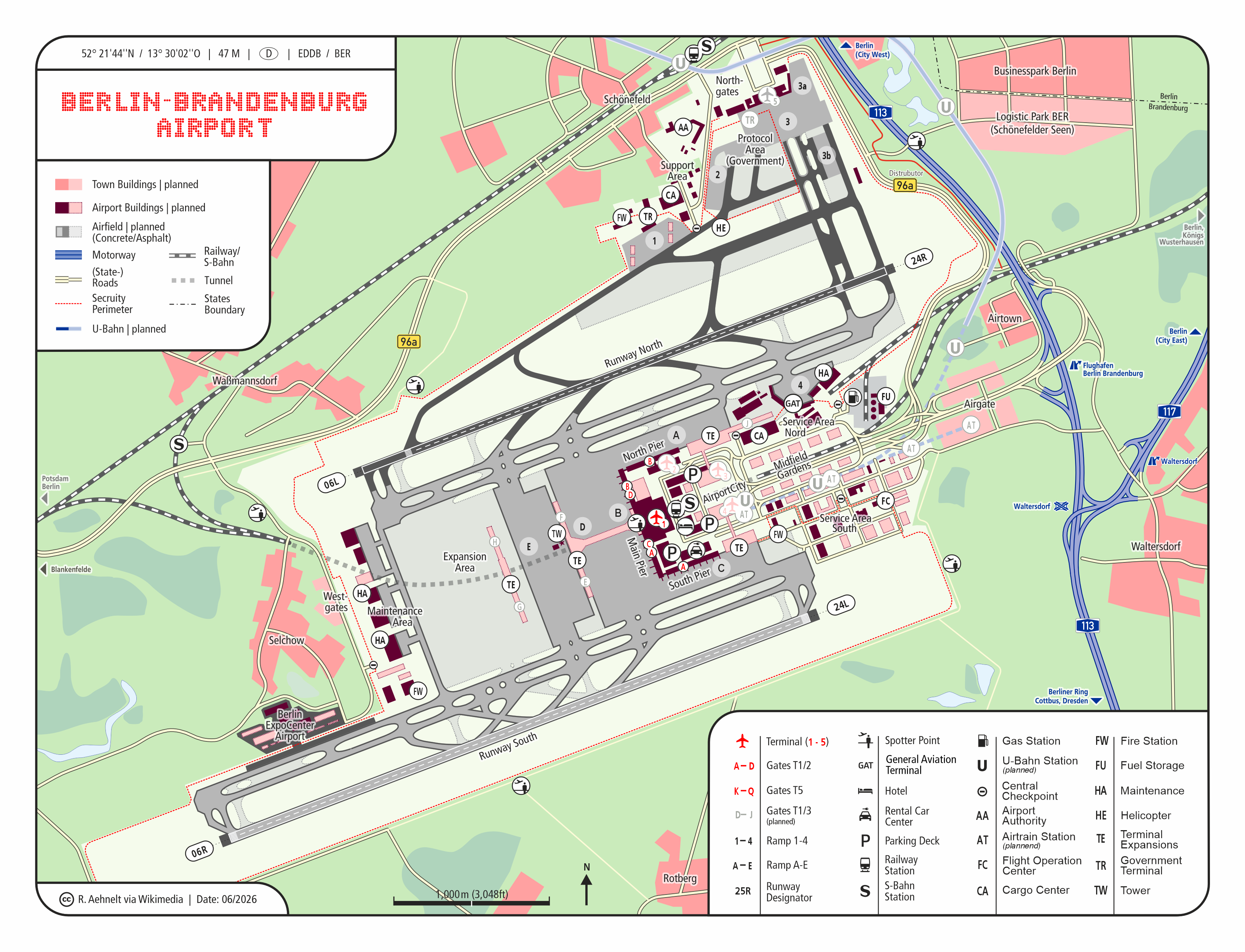
Schema dell'aeroporto
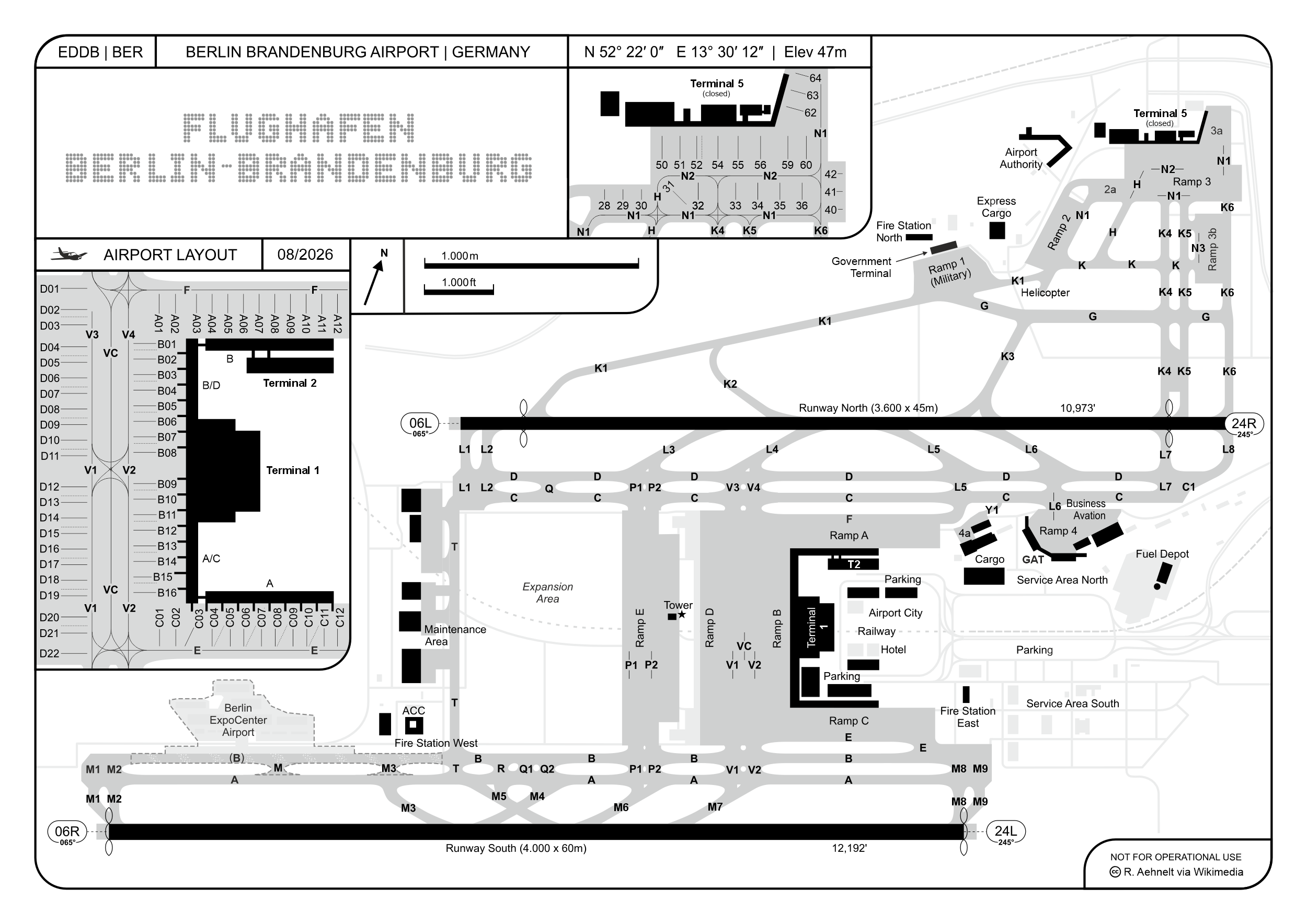
Organizzazione spaziale del BER
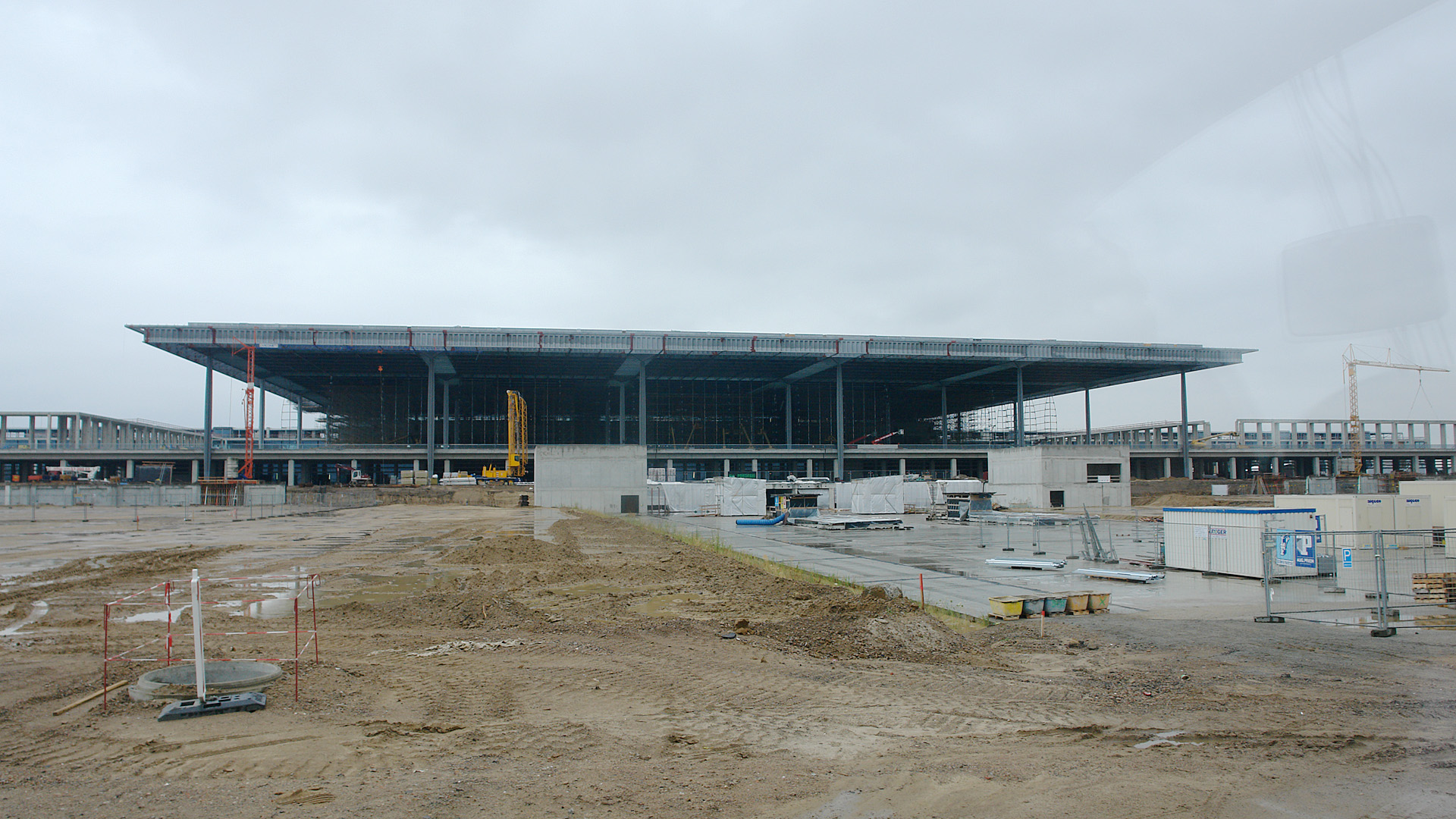
Facciata principale a luglio 2010
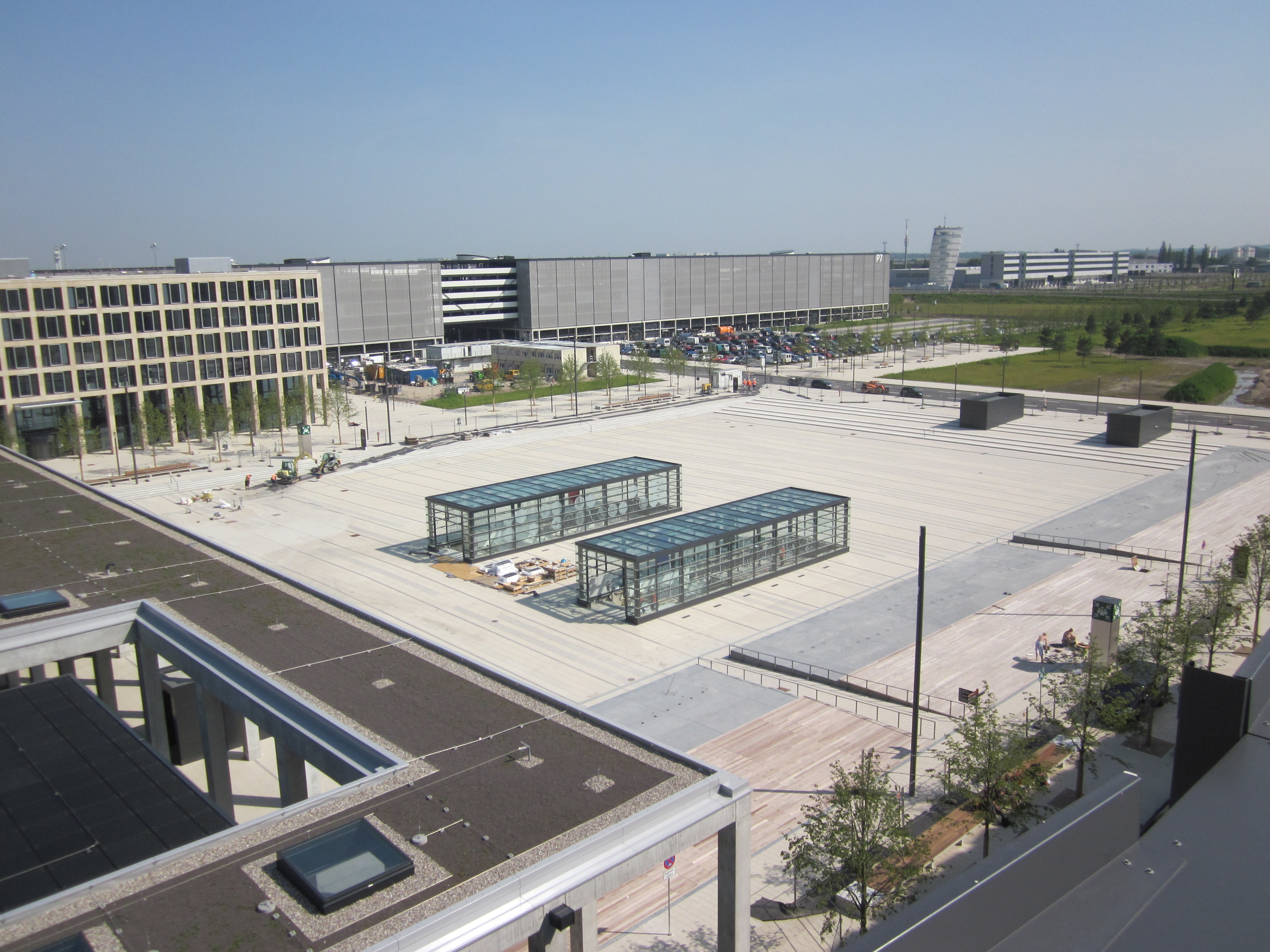
Piazzale di fronte a facciata principale a luglio 2012
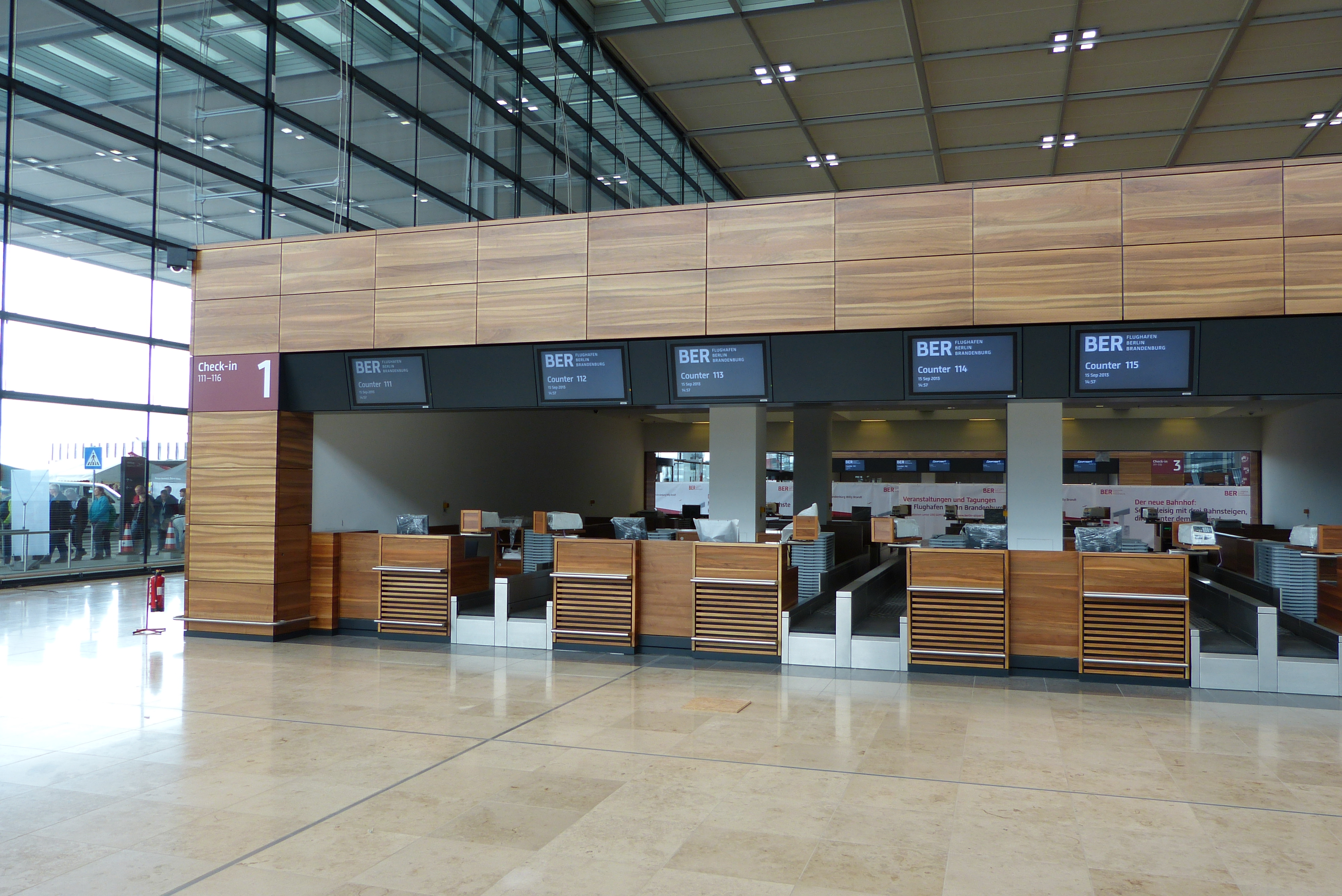
Alcuni check-in a settembre 2013